# Bitumen
Bitumen (lat. zemljana smola) je zajednički naziv za smjesu organskih spojeva koji su nastali raspadom biljnih i životinjskih ostataka (prirodni bitumeni) ili nastaju kao crni nehlapljivi ostaci pri destilaciji nafte (asfaltni bitumen). Sastoji se od ugljikovodika i kisikovih spojeva s primjesama dušičnih i sumpornih spojeva te minerala. Topljiv je u ugljičnom disulfidu ili benzenu a raznolik je po fizikalnim svojstvima. U bitumene se ubrajaju zemni plin, nafta, asfaltiti, ozokerit i dio bituminoznih ugljena, prirodnih asfalta i bituminoznih škriljevaca topljivih u ugljikovome disulfidu, zatim proizvodi destilacije i krekiranja nafte te suhe destilacije ugljena ako su topljive u ugljikovome disulfidu. 
Prirodni bitumeni nastali su od makroflore, mikroflore i faune: od ugljikohidrata, bjelančevina, smola, lignina, voska i masti, izravnim ili neizravnim, pretežito mikrobiološkim kemijskim promjenama. Raznoliki su po fizikalnim svojstvima, a to je posljedica razlika u strukturi tla i u geotermičkim prilikama u kojima su nastali. Ako su slojevi bili nepropusni, zadržale su se tekućine ili plinovi (prirodni plin). Međutim, moglo se dogoditi da plinovi nestanu, pa je zaostao samo tekući bitumen (nafta); ako su zbog propusnosti slojeva nestale lake komponente, nastali su gusti, rastezljivi bitumeni (asfaltni bitumeni).
U užem (tehničkom) smislu, bitumen je naziv za asfaltni bitumen, crnu, ljepljivu, čvrstu ili polučvrstu masu koja se sastoji od ugljikovodika i njihovih nemetalnih derivata; topljiva je u ugljikovom disulfidu, a nalazi se u prirodi ili se dobiva preradbom nafte. Tehnički bitumen dobiva se kao ostatak destilacije ili rafinacije nafte ili je pak proizvod obradbe naftnih derivata. Najveći se dio bitumena troši u cestogradnji za izradbu asfaltnih kolnika, aerodromskih pista i pločnika (cestovni bitumen) te u građevinarstvu za hidroizolaciju (temelja, zidova, krovova), oblaganje kanala hidroobjekata, zalijevanje betonskih reški i drugo. Dio bitumena troši se i prerađuje u industriji (industrijski bitumen), na primjer za zalijevanje baterija i kabela, u proizvodnji boja i lakova, te za zaštitu od korozije.

## Povijest
Bitumen je jedan od najstarijih prirodnih građevinskih materijala u povijesti čovječanstva. 600 g. pr. Kr. viseći vrtovi Semiramisa (jedno od sedam svjetskih čuda) bili su brtvljeni bitumenom i pijeskom. Takvi vrtovi s izvanrednom izvedbom navodnjavanja su vjerojatno prve dokumentirane ozelenjene ravne (krovne) plohe. Stari Egipćani izolirali su s bitumenom trup svojih lađa te malih čamaca na Nilu što se radi i sve do današnjeg dana. Na europskom kontinentu dokumenti o izoliranju s bitumenom pojavili su se mnogo kasnije. Albrecht Dürer spominje 1518. pokrov jednog samostana koji je imao niži ravni krov izoliran s bitumenom.

## Vrste bitumena
- prirodni bitumen: danas prevladava teorija da nastaje od makroflore, mikroflore i faune: od ugljikohidrata, bjelančevina, smola, lignina, voska i masti, izravnim ili neizravnim, pretežito mikrobiološkim kemijskim promjenama. Raznolik je po fizikalnim svojstvima a to je posljedica razlika u strukturi tla i u geotermičkim prilikama u kojima je nastao. Ako su slojevi bili nepropusni, zadržale su se tekućine ili plinovi. Međutim, moglo se dogoditi da plinovi nestanu pa je zaostao samo tekući bitumen. Ako su zbog propusnosti slojeva nestale lake komponente, nastali su gusti, rastezljivi bitumeni (asfaltni bitumeni).
- asfaltni bitumen: crna, ljepljiva, čvrsta ili polučvrsta masa koja se sastoji od ugljikovodika i njihovih nemetalnih derivata. Topljiva je u ugljikovom disulfidu a nalazi se u prirodi ili se dobiva preradom nafte. Dobiva se kao ostatak destilacije ili rafinacije nafte ili je pak proizvod obradbe naftnih derivata.

## Primjena
Snažnija primjena bitumenskog materijala za izolacije počinje početkom/sredinom 19. stoljeća. Industrijalizacijom se proširila upotreba bitumena kao izolacijskog sredstva sve do danas pa je tako konačno dobio pravo značenja. Najveći dio bitumena se troši u cestogradnji za izradbu asfaltnih kolnika, aerodromskih pista i pločnika (cestovni bitumen) te u građevinarstvu za hidroizolaciju (temelja, zidova, krovova), oblaganje kanala hidroobjekata, zalijevanje betonskih reški i drugog. Dio bitumena se troši i prerađuje u industriji (industrijski bitumen), na primjer za zalijevanje baterija i kabela, u proizvodnji boja i lakova te za zaštitu od korozije.

## Vanjske poveznice
- Bitumen Proleksis enciklopedija
- Bitumen -  Hrvatska enciklopedija
- Bitumen i okoliši Katran Hidroizolacija d.o.o.